# Brasil (Costa Rica)
Brasil es un distrito del cantón de Santa Ana, en la provincia de San José, de Costa Rica.

## Ubicación
Se ubica en el oeste del cantón, limita al norte con el cantón de Alajuela, al noreste con el distrito de Pozos, al oeste con el cantón de Mora, y al sur y este limita con el distrito de Piedades.

## Geografía
Brasil cuenta con un área de 3,24 km² y una altitud media de 878 m s. n. m.
Es el distrito más pequeño del cantón.

## Demografía
Para el año 2022, Brasil cuenta con una población estimada de 3876 habitantes, y para el último censo efectuado, en 2011, Brasil contaba con una población de 2586 habitantes.

## Localidades
- Barrios: Ángeles, Cajetas, Canjel, Copey, Mesas, Promesas.

## Transporte

### Carreteras
Al distrito lo atraviesan las siguientes rutas nacionales de carretera:
- Ruta nacional 22
- Ruta nacional 27

## Concejo de distrito
El concejo de distrito de Brasil de Santa Ana vigila la actividad municipal y colabora con los respectivos distritos de su cantón. También está llamado a canalizar las necesidades y los intereses del distrito, por medio de la presentación de proyectos específicos ante el Concejo Municipal. La presidenta del concejo del distrito es la síndica propietara del partido Liberación Nacional, Carmen Rivera Chaves.
El concejo del distrito se integra por:
| #                       | Partido                         | Nombre                            |
| Síndico propietario     | Síndico propietario             | Síndico propietario               |
| ----------------------- | ------------------------------- | --------------------------------- |
| 1                       | Partido Liberación Nacional     | Carmen Rivera Chaves              |
| Síndico suplente        |                                 |                                   |
| 2                       | Partido Liberación Nacional     | Christian Villalobos Cruz         |
| Concejales propietarios |                                 |                                   |
| 3                       | Partido Liberación Nacional     | Erika Morales Retana              |
| 4                       | Partido Liberación Nacional     | Allan Villalobos Romero           |
| 5                       | Partido Unidad Social Cristiana | Hellen Paniagua Villalobos        |
| 6                       | Partido del Sol                 | Gustavo Solís Soto                |
| Concejales suplentes    |                                 |                                   |
| 7                       | Partido Liberación Nacional     | José Julián Oviedo Cruz           |
| 8                       | Partido Liberación Nacional     | María del Rocío Villalobos Romero |
| 9                       | Partido Unidad Social Cristiana | Carlos Jiménez Masís              |